# Hennie Quentemeijer
Heinrich „Hennie” Quentemeijer (ur. 1 stycznia 1920 w Rheine, zm. 22 kwietnia 1974 w Sydney) – holenderski bokser, mistrz Europy z 1947, olimpijczyk.
Od 1938 do 1941 boksował jako zawodowiec z Indonezji (należącej wówczas do Holandii). Stoczył 7 walk, z których 6 wygrał a 1 zremisował.
Od 1946 walczył jako amator w Holandii. Zdobył złoty medal w wadze półciężkiej (do 80 kg) na mistrzostwach Europy w 1947 w Dublinie, wygrywając w finale z Léonem Nowiaszem z Francji. W grudniu 1947 stoczył jedną walkę zawodową w Dżakarcie.
Odpadł w eliminacjach tej kategorii wagowej na igrzyskach olimpijskich w 1948 w Londynie, przegrywając pierwszą walkę z późniejszym brązowym medalistą Mauro Cía z Argentyny.
Był mistrzem Holandii w wadze półciężkiej w 1947.
Od 1948 do 1950 znowu walczył jako zawodowiec w Indonezji, a od 1954 do 1955 w Holandii. Ogółem stoczył 20 pojedynków, z których wygrał 15, 3 przegrał i 2 zremisował. Nie walczył o żaden istotny tytuł.